# 皆川広義
皆川 広義（みながわ ひろよし）は、日本の仏教学者、僧侶。駒澤大学名誉教授。栃木県鹿沼市の曹洞宗常真寺第26世住職、皆川廣義。

## 来歴
駒澤大学仏教学部仏教学科卒業。同大学大学院人文科学研究科仏教学専攻修士課程修了。同大仏教学部助手、講師、助教授を経て教授に就任。2005年同大への多大な貢献が認められ名誉教授。曹洞宗教化研修所講師、日本仏教教育学会理事などを歴任
。栃木県の常真寺住職。

## 著書
- 「国立国会図書館」を参照

### 論文
- 皆川広義「釈尊における教化法の研究 その一」『印度學佛教學研究』第21巻第2号、日本印度学仏教学会、1973年、901-906頁、doi:10.4259/ibk.21.901、ISSN 0019-4344、NAID 130004023395、2020年8月7日閲覧。